# Jauzé
Jauzé is een gemeente in het Franse departement Sarthe (regio Pays de la Loire) en telt 95 inwoners (2009). De plaats maakt deel uit van het arrondissement Mamers.

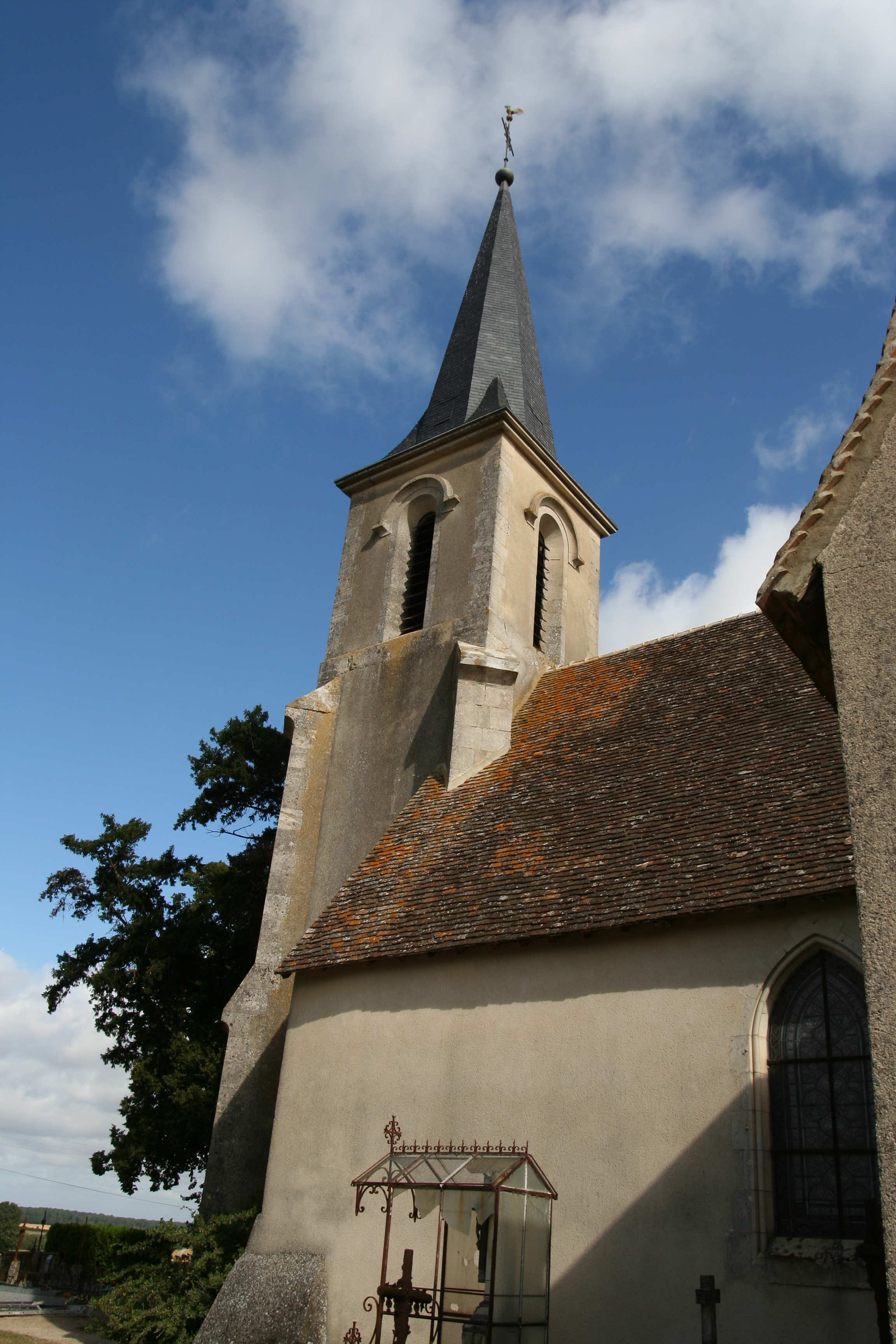
Kerk van Jauzé
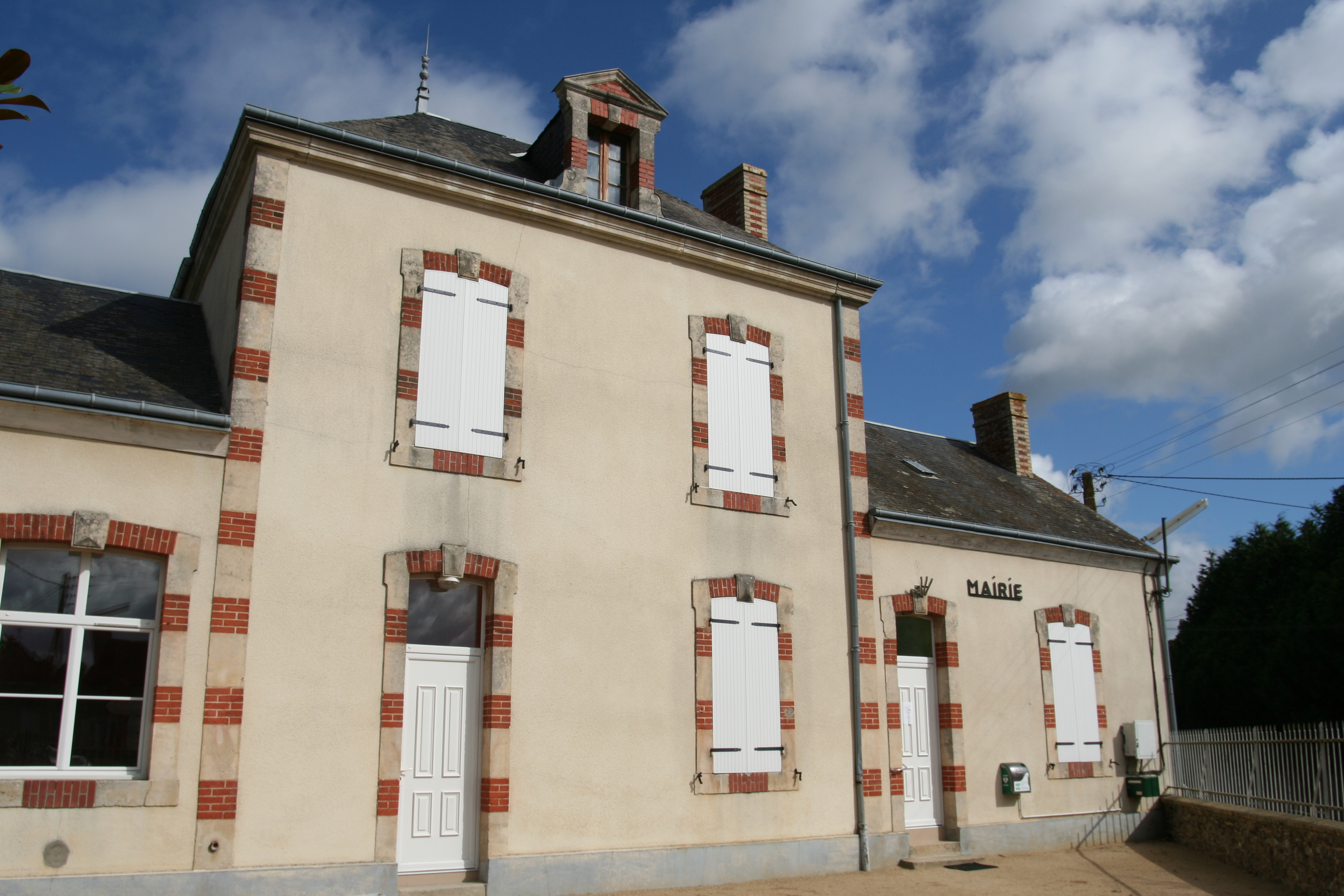
Gemeentehuis

## Geografie
De oppervlakte van Jauzé bedraagt 5,8 km², de bevolkingsdichtheid is dus 16,4 inwoners per km².
De onderstaande kaart toont de ligging van Jauzé met de belangrijkste infrastructuur en aangrenzende gemeenten.

## Demografie
Onderstaande figuur toont het verloop van het inwonertal (bron: INSEE-tellingen).